# 다윗의 이민족 정벌
다윗의 이민족 정벌은 연합 이스라엘 왕국의 2대 왕 다윗이 대전쟁을 벌여 그동안 이스라엘을 괴롭히던 주위 국가들을 모두 정벌한 사건이다.

## 배경
당시 이스라엘 주위에 있던 이민족들은 오랫동안 이스라엘을 괴롭혔다. 그 대표적으로 블레셋, 미디안, 아말렉, 암몬, 에돔 등이다. 이 이민족들은 연합 이스라엘 왕국의 초대 왕 사울이 정벌한 적도 있지만 완전히 굴복시키지는 못했다.
연합 이스라엘 왕국의 2대 왕 다윗은 이에 군대를 이끌고 이민족들은 정벌하기 위해 출정했다.

## 1차 정벌 (블레셋, 모압, 초바, 아람, 에돔 정벌)
다윗은 먼저 블레셋을 공격해 굴복시키고 메텍 암마를 탈환했다.
다음에는 모압을 공격해 모든 사람들을 땅에 눕히고 줄로 쟀다. 두 줄 길이 안에 든 사람은 죽이고 한 줄 길이 안에 든 사람은 살려주었다. 그리고 모압은 다윗의 신하가 되어 조공을 바치기 시작했으며 다음은 유프라테스강가에 세력을 키우고 있던 초바 왕 르홉의 아들 하닷에제르를 공격했다. 그리고 기병 2,700명과 보병 20,000명을 사로잡았고 병거 100대를 끌 말만 남겨 두고 나머지 말들은 뒷다리 힘줄을 모두 끊어 버렸다.
이에 다마스쿠스의 아람인들이 하닷에제르를 도우러 오자 다윗은 이를 공격해 아람인 22,000명을 쳐 죽이고 다마스쿠스에 수비대를 두었다. 그리고 아람인들도 다윗에게 조공을 바쳤다. 또한 다윗은 하닷에제르가 가지고 있던 금 방패들을 거두어 예루살렘으로 가져왔고 하닷에제르의 성읍 베타와 베로타이에서도 매우 많은 청동을 거두어들였다.
하닷에제르와 전쟁 중이던 하맛의 왕 토이는 이를 기뻐하며 자기 아들 요람을 다윗에게 보내 문안하고 하닷에제르를 쳐부순 것을 축하했다. 그리고 은 기물들과 금 기물들을 보냈으며 다윗은 돌아오는 길에 츠루야의 아들이자 요압의 동생 아비사이를 보내 '소금 골짜기'에서 에돔인 18,000명을 쳐 죽이고 에돔 전 지역에 수비대를 두었다. 그러자 에돔 역시 다윗의 신하가 되었다.

## 2차 정벌 (암몬, 아람 정벌)
이후 암몬에서는 전왕 나하스가 죽고 그의 아들 하눈이 왕위에 올랐다. 이에 다윗은 하눈의 아버지 나하스가 자신에게 베푼 은혜를 생각하여 그의 아버지에 대한 조의를 표하고 하눈에게 자애를 베풀기 위해 신하들을 보냈다.
다윗의 신하들이 암몬의 영토에 들어가자 암몬의 장수들이 하눈에게 이를 보고했다. 그리고 하눈은 신하들을 붙잡아 턱수염을 절반씩 깎아버리고 예복도 엉덩이 부분까지 절반씩 잘라낸 뒤 쫓아내버렸다.
이에 대해 당연히 다윗은 분노했고 이를 안 암몬인들은 사람을 보내 벳 르홉에 주둔하던 아람인들과 초바의 아람인 보병 20,000명과 은 1,000탈렌트를 보내 1,000명의 군사를 거느린 마아카 임금과 아람 나하라임 임금, 그리고 톱 사람 12,000명도 고용하였고 병거도 33,000대가 갖추었다. 이 소식을 들은 다윗은 요압과 용사들로 이루어진 군대를 파견했다.
암몬인들은 밖으로 나와 성문 어귀에서 메드바 앞에서 전열을 갖추고 초바와 르홉의 아람인들과 톱 사람들, 마아카도 따로 들판에 전열을 갖추었다. 요압은 전선이 자신을 상대로 앞뒤에 배치된 것을 보고 이스라엘의 모든 정병 가운데 일부를 뽑아 아람인들에 맞서 전열을 갖추게 했으며 그리고 남은 군사들은 동생 아비사이에게 주어 암몬인들에 맞서게 했다. 그리고 요압이 사기를 복돋는 말을 하고 진격하자 아람인들은 도망치기 시작했고 암몬인들도 아비사이 앞에서 도망쳐 성읍으로 들어갔다. 그러자 요압은 예루살렘으로 돌아왔다.
아람인들은 자신이 패배한 것을 보고 전에 다윗에게 정벌당해 신하가 되었던 초바의 왕 하닷에제르에게 사람을 보내 강 건너의 아람인들을 출전시키게 하였다. 하닷에제르의 휘하 장수 소박이 군대를 지휘하여 헬람에 이르렀으나 다윗은 온 군사를 소집해 요르단을 건너 헬람에 이르러 맞섰다.
그리고 전투 끝에 아람인들은 후퇴하고 아람인들의 병거병 700명과 기병 40,000명을 쳐 죽였다. 그리고 군대 장수 소박을 사로잡아 내리쳐 죽였다. 하닷에제르를 지원하던 임금들은 자신이 이스라엘에게 패배한 것을 보고 이스라엘과 화친을 하고 조공을 바쳤고 아람인들 역시 두려워 더 이상 암몬인들을 돕지 못했다.